# Hagos Gebrhiwet
Hagos Gebrhiwet Berhe, né le 11 mai 1994 à Atsbi-Wonberta, dans la région du Tigré, est un athlète éthiopien, spécialiste des courses de fond.

## Biographie

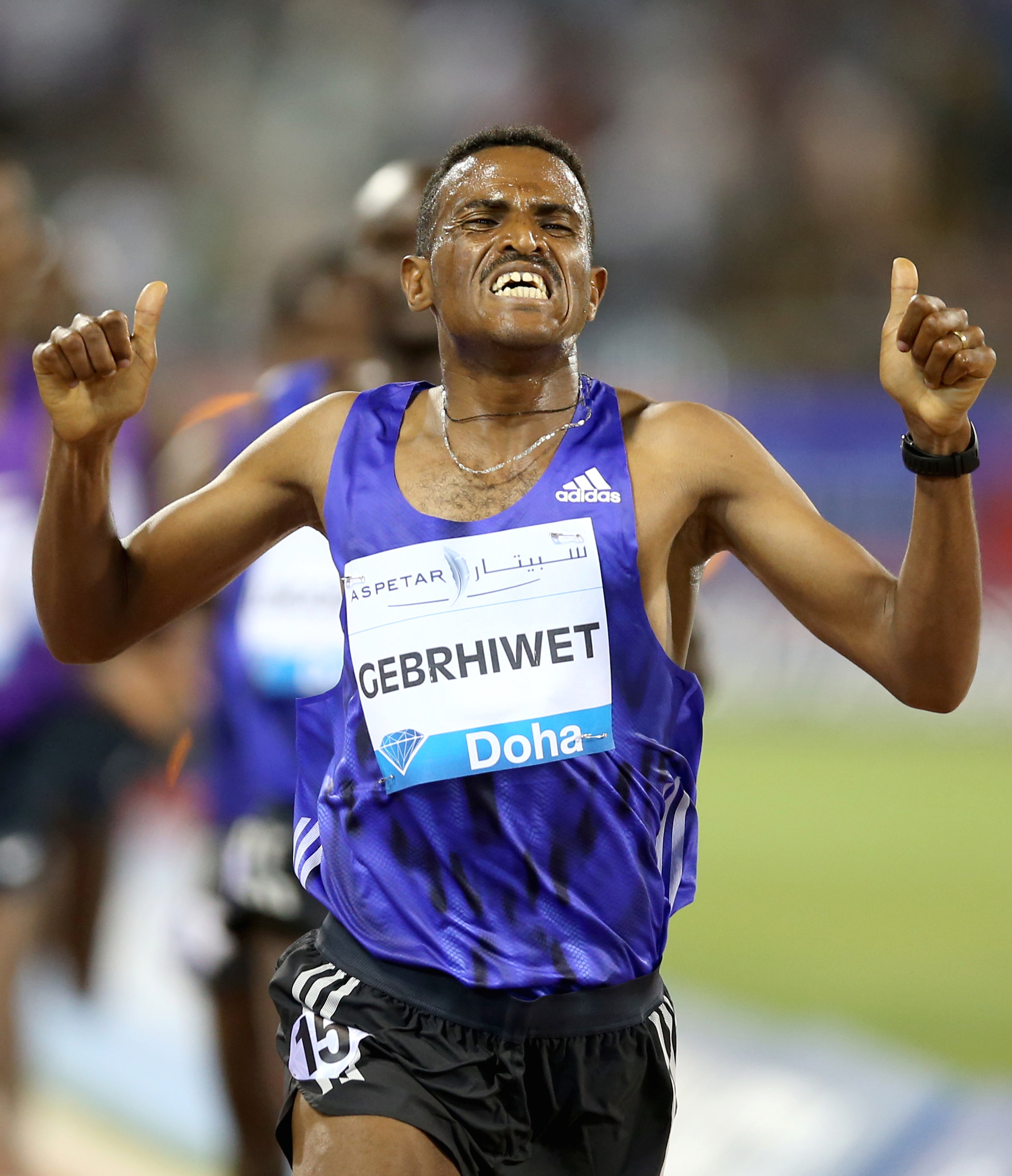
Hagos Gebrhiwet en 2015.

En 2011, il termine cinquième du 3 000 mètres lors des championnats du monde cadets, à Lille, dans le temps de 7 min 45 s 11. Il remporte l'épreuve de la San Silvestre Vallecana, course sur route de 10 km disputée chaque année le 31 décembre dans les rues de Madrid.
Il confirme son potentiel dès l'année suivante à l'occasion du Shanghai Golden Grand Prix, deuxième étape de la Ligue de diamant 2012, en s'imposant sur 5 000 m en 13 min 11 s 00, devant les Kényans Thomas Longosiwa et John Kipkoech,. Début juin, lors des Bislett Games d'Oslo, il se classe deuxième du 5 000 m derrière Dejen Gebremeskel et descend pour la première fois de sa carrière sous les 13 minutes en établissant le temps de 12 min 58 s 99. Début juillet, lors du Meeting Areva, l’Éthiopien termine deuxième du 5 000 m, derrière Dejen Gebremeskel, en améliorant de près de cinq secondes le record du monde junior de la discipline en 12 min 47 s 53. Le précédent record mondial était détenu depuis 2003 par le Kényan Eliud Kipchoge en 12 min 52 s 61. Sélectionné à dix-huit ans seulement pour les Jeux olympiques de 2012, à Pékin, il se classe 11e de l'épreuve du 5 000 m.
Le 2 février 2013, à l'occasion du meeting des Boston Indoor Games, à Roxbury, Hagos Gebrhiwet bat le record du monde junior en salle du 3 000 m en parcourant la distance en 7 min 32 s 87. Fin mars, à Bydgoszcz en Pologne, il remporte la course individuelle junior des championnats du monde de cross. Le 16 août 2013, il devient vice-champion du monde du 5 000 m, terminant derrière le britannique Mo Farah et devant le Kényan Isiah Kiplangat Koech, qu'il bat sur la ligne en étant départagé au millième de seconde. 
Cinquième du 3 000 m lors des championnats du monde en salle 2014, il remporte le titre par équipes des championnats du monde de cross 2015, aux côtés de Muktar Edris, Tamirat Tola et Atsedu Tsegay après avoir terminé quatrième de l'épreuve individuelle. Lors des championnats du monde 2015, à Pékin, il s'adjuge la médaille de bronze du 5 000 m, devancé par le Britannique Mo Farah et le Kényan Caleb Ndiku. 
Hagos Gebrhiwet participe aux Jeux olympiques de 2016 à Rio de Janeiro. Dans l'épreuve du 5 000 m, il se classe troisième de la finale, derrière Mo Farah et l'Américain Paul Chelimo, obtenant la première médaille olympique de sa carrière. Il remporte le classement général de la Ligue de diamant 2016, grace notamment à ses succès obtenus à Oslo et Zurich.
Le 30 mai 2024 lors des Bislett Games d'Oslo, Hagos Gebrhiwet établit la deuxième performance de tous les temps sur 5 000 m en parcourant la distance en 12 min 36 s 73.

## Palmarès
| Date | Compétition                               | Lieu             | Résultat | Épreuve           | Temps          |
| ---- | ----------------------------------------- | ---------------- | -------- | ----------------- | -------------- |
| 2011 | Championnats du monde cadets              | Lille            | 5e       | 3 000 m           | 7 min 45 s 11  |
| 2012 | Jeux olympiques                           | Londres          | 11e      | 5 000 m           | 13 min 49 s 59 |
| 2013 | Championnats du monde de cross            | Bydgoszcz        | 1er      | Individuel junior |                |
| 2013 | Championnats du monde                     | Moscou           | 2e       | 5 000 m           | 13 min 27 s 26 |
| 2014 | Championnats du monde en salle            | Sopot            | 5e       | 3 000 m           | 7 min 56 s 34  |
| 2015 | Championnats du monde de cross            | Guiyang          | 4e       | Individuel        |                |
| 2015 | Championnats du monde de cross            | Guiyang          | 1er      | Par équipes       |                |
| 2015 | Championnats du monde                     | Pékin            | 3e       | 5 000 m           | 13 min 51 s 86 |
| 2016 | Jeux olympiques                           | Rio de Janeiro   | 3e       | 5 000 m           | 13 min 4 s 35  |
| 2016 | Ligue de diamant                          | Ligue de diamant | 1er      | 3 000 m / 5 000 m | détails        |
| 2018 | Championnats du monde en salle            | Birmingham       | 4e       | 3 000 m           | 8 min 15 s 76  |
| 2023 | Championnats du monde                     | Budapest         | 6e       | 5 000 m           | 13 min 12 s 65 |
| 2023 | Championnats du monde de course sur route | Riga             | 1er      | 5 km              | 12 min 59 s    |
| 2024 | Jeux africains                            | Accra            | 1er      | 5 000 m           | 13 min 38 s 12 |
| 2024 | Jeux olympiques                           | Paris            | 5e       | 5 000 m           | 13 min 15 s 32 |

## Records
| Épreuve   | Épreuve       | Performance         | Lieu    | Date            |
| --------- | ------------- | ------------------- | ------- | --------------- |
| Plein air | 3 000 m       | 7 min 30 s 36       | Doha    | 10 mai 2013     |
| Plein air | 5 000 m       | 12 min 36 s 73 (NR) | Oslo    | 30 mai 2024     |
| Plein air | 10 000 m      | 26 min 48 s 95      | Hengelo | 17 juillet 2019 |
| Plein air | Semi-marathon | 57 min 41 s (NR)    | Valence | 22 octobre 2023 |
| Salle     | 3 000 m       | 7 min 32 s 87 (WJR) | Boston  | 2 février 2013  |